# Форест (округ Сент-Круа, Вісконсин)
Форест (англ. Forest) — місто (англ. town) в США, в окрузі Сент-Круа штату Вісконсин. Населення — 638 осіб (2020).

## Демографія
Згідно з переписом 2010 року, у місті мешкало 629 осіб у 243 домогосподарствах у складі 194 родин. Було 259 помешкань
Расовий склад населення:
| - 97,8 % — білих - 0,2 % — чорних або афроамериканців - 0,2 % — азіатів - 1,1 % — осіб інших рас |

До двох чи більше рас належало 0,8 %. Частка іспаномовних становила 1,7 % від усіх жителів.
За віковим діапазоном населення розподілялося таким чином: 23,5 % — особи молодші 18 років, 63,6 % — особи у віці 18—64 років, 12,9 % — особи у віці 65 років та старші. Медіана віку мешканця становила 42,1 року. На 100 осіб жіночої статі у місті припадало 112,5 чоловіків;  на 100 жінок у віці від 18 років та старших — 113,8 чоловіків також старших 18 років.
Середній дохід на одне домашнє господарство  становив 75 499 доларів США (медіана — 60 714), а середній дохід на одну сім'ю — 79 502 долари (медіана — 59 792). Медіана доходів становила 42 813 долари для чоловіків та 31 667 доларів для жінок. За межею бідності перебувало 4,6 % осіб, у тому числі 3,5 % дітей у віці до 18 років та 5,3 % осіб у віці 65 років та старших.
Цивільне працевлаштоване населення становило 309 осіб. Основні галузі зайнятості: виробництво — 24,3 %, будівництво — 18,4 %, освіта, охорона здоров'я та соціальна допомога — 13,9 %, сільське господарство, лісництво, риболовля — 11,0 %.